# Anenský vrch (Böhmisches Niederland)
Der Anenský vrch (deutsch Annaberg) ist ein 420 Meter hoher Berg im Šluknovská pahorkatina, dem tschechischen Teil des Lausitzer Berglands in der (historischen) Region Böhmisches Niederland. Die Anhöhe wird als Wallfahrtsort genutzt; hier wurde eine Wallfahrtskapelle zu Ehren der heiligen Anna errichtet und ein Kreuzweg angelegt.

## Lage und Umgebung
Der Annaberg befindet sich zwischen den Ortschaften von Lobendava (Lobendau) und Lipová (Hainspach) an einer alten Handelsstraße zwischen Dresden und Prag, die „Kaiserstraße“ genannt wurde. Zwei Kilometer nordöstlich befindet sich der ebenfalls mit einem Kreuzweg und Bergkapelle ausgestattete Jáchym (Joachimsberg; 475 m n.m.).

## Geschichte

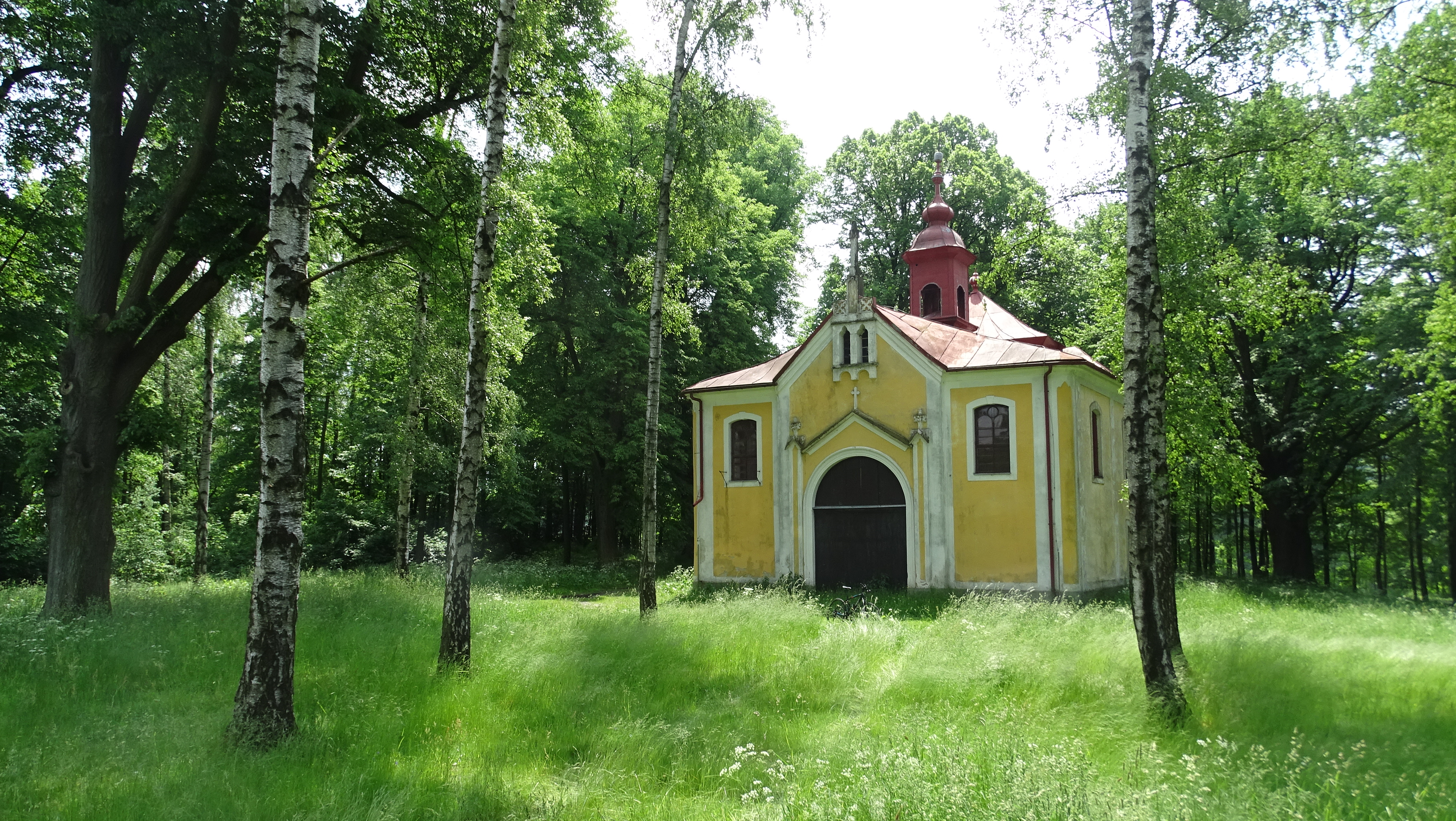
Kapelle der heiligen Anna

Der Überlieferung zufolge überquerte 1716 ein Handelsreisender aus Sachsen kommend den Annaberg. Auf dem Weg sah er Kinder mit einer kleinen Statue der heiligen Anna spielen. Die heilige Anna wurde vor allem von Pilgern verehrt. Er kaufte sie ihnen ab und stiftete sie der Kirche Mariä-Heimsuchung in Lobendau.  Zunächst wurde die Statue auf einer Säule aufgestellt. Später brachte man sie in die Bergkapelle auf dem Joachimsberg. Von hier aus gelangte die Statue mehrfach „auf wundersame Weise“ auf den Annaberg, weshalb man dort von 1775 bis 1777 eine barocke Kapelle erbaute, die im Jahre 1857 erweitert wurde. Der Annaberg entwickelte sich in Folge zu einem Wallfahrtsort. 1834 komplettierte man den Ort durch einen Kreuzweg mit 13 Kreuzwegstationen, errichtete die Statue Jesu Christi sowie eine Heilig-Grab-Kapelle. Die bemerkenswerten Sandsteinfiguren des 1840 gebauten Gethsemane-Gartens schuf der Bildhauer Franz Pettrich, der 1795 in Dresden durch Kurfürst Friedrich August III. zum Hofbildhauer ernannt wurde. 
Zum Fest der heiligen Anna am 26. Juli feierten die Einwohner von Lobendau und der anliegenden Dörfer eine große Wallfahrt auf den Berg. Tausende Pilger aus ganz Böhmen, aber auch katholische Sorben aus Sachsen kamen hierher. Das danach sieben Tage andauernde Annabergfest wurde im Volksmund auch „Madlmorcht“ (Mädchenmarkt) genannt, da hier junge Leute Gelegenheit hatten, sich kennen zu lernen und auf Brautschau zu gehen.
Die Tradition wurde nach Vertreibung der deutschen Bevölkerung abrupt beendet, Kapelle und Kreuzweg verfielen. Inzwischen ist die Kapelle der heiligen Anna renoviert worden, der Kreuzweg wurde von der überwuchernden Vegetation freigeräumt. 
Seit einigen Jahren findet am 26. Juli wieder eine von der Kirchgemeinde Lobendava veranstaltete Wallfahrt statt. 